# イエスのカリタス修道女会
イエスのカリタス修道女会（イエスのカリタスしゅうどうじょかい：伊：Suore della Carità Di Gesù (SCG)　英：Caritas Sisters of Jesus）　は、1937年、日本の宮崎県宮崎市で創立されたキリスト教 カトリックの女子修道会である。創立時の修道会名は「日本カリタス修道女会」であったが、後に発祥地の名をいれて「宮崎カリタス修道女会」と命名。2009年に「イエスのカリタス修道女会」に改称。

## 創設
創立者は、サレジオ会のアントニオ・カヴォリ神父（1888-1972）。宮崎教会の主任司祭を勤めていた時、身寄りのない老人や子どもたちのための総合福祉施設「救護院」(後の「カリタスの園」）を設立。この愛徳の事業は、カヴォリ神父が結成したヴィンセンシオ会の女性信徒たちの奉仕に支えられていた。1937年に、上長であった、ヴィンチェンツォ・チマッティ神父（1879-1965）の勧めに従って「宮崎カリタス修道女会」を創立。カヴォリ神父を修道会創立へ導いた共同創立者でもあるチマッティ神父は、教会において「尊者」として称えられている。
海外でも広く活動を展開し、1977年、会の創立40周年の年にサレジオ会による招へいを受け、イタリアのローマで宣教活動を開始した。2008年には国際修道会としてよりよく機能することを目指し、総本部を日本からローマへ移転。2009年に「イエスのカリタス修道女会」に改称した。

## 沿革
- 1932年（昭和7年）12月18日 - 救護院設立。
- 1937年（昭和12年）8月1日 - ローマ布教聖省より宮崎カリタス修道女会創立の認可（6月16日付）が宮崎教区長チマッティ神父のもとに届く。
- 1937年（昭和12年）8月15日 - 福岡教区長ブルトン司教によって、宮崎カリタス修道女会の修練期開始が許可された。（修道会設立日）
- 1937年（昭和12年）8月22日 - 最初の修練者として5名の志願者が選ばれる。
- 1939年（昭和14年）1月31日 - ドン・ボスコの祝日に、カリタス会の最初の誓願式が荘厳に行われる。
- 1940年（昭和15年）2月 - 最初の支部である田野修道院設立。
- 1946年（昭和21年） - 大阪(赤川、堺)、東京(国分寺)に支部設立。
- 1948年（昭和23年）3月19日 - 救護院を「カリタスの園」と改名。
- 1949年（昭和24年）3月31日 - ローマ布教聖省より修道会会憲の認可。
- 1950年（昭和25年）4月18日 - 乳児院「つぼみの寮」落成式。
- 1951年（昭和26年）12月 - 本部と修練院を宮崎から東京に移転。
- 1956年（昭和31年）10月19日 - 韓国へ初の宣教女派遣。
- 1958年（昭和33年）12月4日 - 全国社会福祉事業大会において感謝状を授与される。
- 1963年（昭和38年）8月15日 - 宮崎カリタス修道女会創立25周年記念。
- 1964年（昭和39年）12月3日 - 南米ボリビアに宣教女派遣。
- 1967年（昭和42年）5月 - ブラジルに宣教女派遣。
- 1977年（昭和52年）4月21日 - イタリアに宣教女派遣。
- 1980年（昭和55年）4月 - ドイツに宣教女派遣。
- 1982年（昭和57年） - ペルーに宣教女派遣。
- 1986年（昭和61年）1月24日 - 宮崎カリタス修道女会、サレジオ家族に正式加盟。
- 1987年（昭和62年）6月26日、8月15日 - 2回にわたり宮崎カリタス修道女会50周年記念式典。
- 1988年（昭和63年）都城聖ドミニコ学園高等学校の経営を継承する。
- 1992年（平成4年）7月 - フィリピンへ宣教女派遣。
- 2008年（平成20年） - 総本部を日本からローマへ移転。
- 2009年（平成21年）11月 - 「イエスのカリタス修道女会」に改称。

## カリタスの精神・会の活動
会の名称である「カリタス」は「愛」を意味する言葉である。創立者たちが宣教師として旅立つ時に、サレジオ会総長の贈った「人々の心を得る為の唯一の手段は愛徳である」という言葉に由来している。会の紋章には、イエスのカリタス修道女会を支える精神が、ラテン語で記されている。
創立者のカヴォリ神父は、聖ヴィンセンシオ・ア・パウロ及び聖ヨハネ・ボスコ(ドン・ボスコ)の精神に倣って、カリタス、つまり神の限りなく憐れみ深い聖心の愛を全ての人、特に貧しい人・苦しんでいる人に証するため、愛徳の事業を通じ、使徒的活動に献身するためにこの会を設立した。
海外派遣地は韓国、ボリビア、ブラジル、ペルー、ドイツ、イタリア、パプアニューギニア、フィリピン、オーストラリア、アメリカ、アルゼンチン、中国、南スーダンなど世界各国168か所に修道院を設置し、海外への宣教女派遣を積極的に行っている。会員数は全世界で960名（2015年現在）。
その活動は、国内において、幼稚園や学校、診療所、乳幼児・児童や高齢者の施設、海外においては、幼稚園、学校、学習センター、病院、障害者・児童・高齢者施設、外国人労働者や家庭内暴力被害者への支援、そして出版事業など、教育、医療・福祉の分野で活動を繰り広げている。
日本管区本部を東京都杉並区に置き、教会や教育機関、福祉施設、医療施設などで奉仕をしている。
- 教会活動 所属する小教区において 典礼奉仕、宗教教育、その他、可能な方法で活動。
- 社会福祉 保育園・乳児院・児童養護施設・老人ホーム
- 教育 幼稚園・小学校・高等学校
- 医療 カリタス長崎医療事業部
- 海外宣教 現在、15カ国にシスターたちが派遣されている。
- スモールクワイア Small Choir（イエスのカリタス修道女会聖歌隊）[10]

## 所在地
〒167-0021 東京都杉並区井草4-20-5 （イエスのカリタス修道女会 日本管区本部）